# Cantón de Heyrieux
El cantón de Heyrieux era una división administrativa francesa, que estaba situada en el departamento de Isère y la región de Ródano-Alpes.

## Composición
El cantón estaba formado por ocho comunas:
- Charantonnay
- Diémoz
- Grenay
- Heyrieux
- Oytier-Saint-Oblas
- Saint-Georges-d'Espéranche
- Saint-Just-Chaleyssin
- Valencin

## Supresión del cantón de Heyrieux
En aplicación del Decreto n.º 2014-180 de 18 de febrero de 2014, el cantón de Heyrieux fue suprimido el 22 de marzo de 2015 y sus 8 comunas pasaron a formar parte del nuevo cantón de La Verpillière.